# Mark Kurlansky
Mark Kurlansky, född 7 december 1948 i Hartford, Connecticut, USA, är en amerikansk journalist och författare. Han är mest känd för sina facklitterära verk men har också gett ut skönlitteratur och barnböcker.
I sin ungdom var Kurlansky en driven motståndare mot Vietnamkriget och vägrade ta värvning i armén. Istället arbetade han som fiskare för att spara ihop pengar till sina collegestudier. 1970 tog han en fil.kand.-examen i teater från Butler University och arbetade sedan som dramatiker i New York. I mitten på 70-talet lämnade han teatern för att istället ägna sig åt journalistik. Mellan 1976 och 1991 skrev han för en rad olika tidningar som utrikeskorrespondent, bland andra The International Herald Tribune, The Chicago Tribune och The Philadelphia Inquirer.
Till hans mest kända verk hör Torsk: en biografi om fisken som förändrade världen och Salt: en världshistoria som båda skildrar historien sett ur ett särskilt perspektiv, ett återkommande tema i hans författarskap.

### På svenska
- Torsk: en biografi om fisken som förändrade världen (översatt av Hans Björkegren, 1999) ISBN 91-7324-630-1
- Salt: en världshistoria (översatt av Margareta Eklöf, 2003) ISBN 91-7324-885-1
- 1968: de gränslösa drömmarnas år (översatt av Frederik Sjögren, 2005) ISBN 91-7037-080-X